# Sjors Ultee
Sjors Ultee (Utrecht, 23 maggio 1987) è un allenatore di calcio olandese, tecnico del TOP Oss.

## Carriera
Dopo aver allenato le giovanili e fatto da assistente per Utrecht, Twente ed Helmond Sport, il 13 giugno 2019 ha ottenuto il suo primo incarico professionistico diventando il tecnico del Fortuna Sittard, militante in Eredivisie. L’anno seguente diventa direttore tecnico del club ma nel novembre 2020, con l’esonero di Kevin Hofland, torna in panchina portando il Fortuna fuori dalla zona retrocessione con una media di 2 punti a partita.
L'11 novembre 2022 viene chiamato ad allenare il Cambuur che tuttavia a fine stagione retrocede in Eerste Divisie.